# Невольничий рынок с явлением незримого бюста Вольтера
«Невольничий рынок с явлением незримого бюста Вольтера» — картина испанского художника Сальвадора Дали, написанная в 1940 году. Находится в Музее Сальвадора Дали в Сент-Питерсберге. Дали описывал свою работу над этой картиной как попытку заставить ненормальное выглядеть нормальным, а нормальное — ненормальным.
О своей картине 1940 года Дали писал: «Своей страстной любовью Гала извлекла меня из иронического и суетливого мира рабов. Из моей жизни Гала стёрла и образ Вольтера, и все следы скептицизма». Он использовал технику так называемого «двойного изображения», когда одна форма содержит два или более изображений. На картине две женщины, одетые в костюмы семнадцатого века, формируют лицо бюста Вольтера работы Жана-Антуана Гудона.